# Інтимак (Ордабасинський район)
Інтима́к (каз. Ынтымақ) — село у складі Ордабасинського району Туркестанської області Казахстану. Входить до складу Буржарського сільського округу.
Населення — 650 осіб (2021; 326 у 2009, 455 у 1999, 470 у 1989).